# Lijst van rijksmonumenten in Groet
De plaats Groet telt 10 inschrijvingen in het rijksmonumentenregister. Hieronder een overzicht.
| Object | Oorspronkelijke functie?  | Bouwjaar              | Architect           | Locatie         | Coördinaten?                  | Nr.?   | Afbeelding        |
| --- | ------------------------- | --------------------- | ------------------- | --------------- | ----------------------------- | ------ | ----------------- |
| Groetermolen | Industrie- en poldermolen | 1890                  |                     | Hargerweg 12    | 52° 44' 6" NB, 4° 40' 46" OL  | 33830  | Meer afbeeldingen |
| Stolphoeve met houten geveltop boven het woongedeelte | Boerderij                 | eerste helft 19e eeuw |                     | Hargergat 2     | 52° 43' 24" NB, 4° 39' 30" OL | 33831  | Meer afbeeldingen |
| Boerderij van het Noord-Hollandse stolptype; riet gedekt. Woning deels onder zadeldak tegen topgevel boven de zijmuur. Langs de top windveren (lijst). Voor de woning gevel drie geschoren linden | Boerderij                 |                       |                     | Heereweg 237    | 52° 43' 12" NB, 4° 40' 19" OL | 33832  | Meer afbeeldingen |
| Woning onder zadeldak met afluiving aan een zijde en tussen topgevels, In de later gepleisterde voorgevel waterlijst en sierankers, Vensters in de beganegrond met roedenverdeling                | Woonhuis                  | 1641                  |                     | Heereweg 278    | 52° 43' 22" NB, 4° 39' 41" OL | 33833  | Meer afbeeldingen |
| Witte Kerkje (Hervormd/PKN) | Kerk en kerkonderdeel     | 1639                  |                     | Kerkbrink 1     | 52° 43' 15" NB, 4° 40' 7" OL  | 33834  | Meer afbeeldingen |
| Houten torentje met achtzijdige spits op de westgevel. Mechanisch torenuurwerk van Addicks, is buiten gebruik gesteld                                                                             | Kerk en kerkonderdeel     |                       |                     | Kerkbrink bij 1 | 52° 43' 15" NB, 4° 40' 7" OL  | 33835  | Meer afbeeldingen |
| Pand met tuitgevel met natuurstenen aanzetvoluten. ("Witte Huisjes") | Overheidsgebouw           | 1639                  |                     | Kerkbrink 18,19 | 52° 43' 16" NB, 4° 40' 5" OL  | 33836  | Meer afbeeldingen |
| Zomerhuis Dijkstra | Woonhuis                  | 1933                  | Benjamin Merkelbach | Nieuweweg 2     | 52° 43' 19" NB, 4° 40' 33" OL | 46892  | Meer afbeeldingen |
| Villa "Oase" | Woonhuis                  | 1935                  | Hans Elte           | Hargerzeeweg 9  | 52° 43' 15" NB, 4° 39' 41" OL | 516012 | Villa "Oase"      |
| (Voormalige) dubbele arbeiderswoning | Woonhuis                  | 1889                  |                     | Kerkbrink 12,13 | 52° 43' 13" NB, 4° 40' 7" OL  | 516013 | Upload foto       |